# Charlotte Hughes (supercentenaria)
Charlotte Hughes, nata Charlotte Marion Milburn (Hartlepool, 1º agosto 1877 – Redcar, 17 marzo 1993), è stata una supercentenaria britannica vissuta 115 anni e 228 giorni; per più di trentadue anni è stata la persona più longeva di sempre documentata nel Regno Unito.. Il suo record è stato superato nel 2025 da Ethel Caterham.

## Biografia
Nata a Hartlepool nel quarantesimo anno di regno della regina Vittoria, visse sotto il governo di altri 5 monarchi e 24 primi ministri del Regno Unito. Charlotte Hughes crebbe a Middlesbrough nello Yorkshire, dove suo padre gestiva un negozio di articoli musicali. Lavorò come insegnante in una scuola elementare dall'età di 13 anni sino all'età di 63 anni, e sposò nel 1940 Noel Hughes, un capitano dell'esercito in pensione, molto più giovane di lei, col quale rimase sposata fino alla morte del marito nel 1979, all'età di 88 anni. Il padre di Charlotte, Herbert Milburn, morì all'età di 93 anni e sua madre, Annie, a 92. Aveva tre fratelli minori: Herbert, Henry e Reginald. Herbert morì a 58 anni e Reginald a 62.
Rimase in buona salute fino alla vecchiaia estrema e ottenne il riconoscimento pubblico per la sua longevità, compreso il tè con l'allora primo ministro britannico Margaret Thatcher, nel 1985, alla quale ammise scherzosamente di non adorarla, poiché la Hughes era una sostenitrice del partito laburista. La Thatcher rispose dicendo "Oh beh, non importa, prendiamoci una tazza di tè". Tuttavia, Charlotte Hughes ammise di apprezzare personalmente la Thatcher e descrisse il Primo Ministro come "Una donna molto gentile". Per il suo centodecimo compleanno, volò sul Concorde per New York City, uno degli unici due passeggeri supercentenari di aerei mai registrati. Alloggiò al Waldorf-Astoria Hotel per quattro giorni, e incontrò l'allora sindaco Ed Koch.
Divenne la persona più anziana del Regno Unito quando la scozzese Kate Begbie morì nel 1988, battendo il record di longevità nazionale inglese, detenuto fino ad allora da Anna Eliza Williams, all'inizio del 1992. Ha vissuto nella sua casa a Marske-by-the-Sea fino al 1991, quando si è trasferita in una casa di cura a Redcar a causa della sua eccessiva difficoltà nel badare a sé stessa. Trascorse i suoi ultimi anni su una sedia a rotelle, sebbene rimase mentalmente attiva fino alla fine della sua vita. Fu descritta dai parenti come "estremamente prepotente, schietta e acuta; ma anche amichevole e spiritosa".
Charlotte Hughes non fu mai intervistata da demografi o altri ricercatori, sebbene lo storico Peter Laslett abbia esaminato la documentazione relativa al suo caso.